# Apple Remote Desktop
Apple Remote Desktop (ARD) ist eine Software von Apple zur Verwaltung ferner Computer mit dem Betriebssystem macOS über Rechnernetze hinweg.
ARD unterstützt Automatisierung und Inventarisierung mehrerer Computer zugleich sowie Softwareverteilung und Protokollierung des Benutzerverhaltens.
Im Unterschied zur Secure Shell von macOS bietet ARD die Fernsteuerung per grafische Benutzeroberfläche an. Das VNC von macOS ist in ARD integriert und in dessen Version 3 um weitere Möglichkeit ergänzt, wie den fernen Benutzern den Einblick zu verwehren. Mittels ARD lassen sich praktisch alle VNC-fähigen Computer (Virtual Network Computing), einschließlich Windows, Linux und UNIX-Systemen steuern.
Im Gegensatz zur früheren Box-Version, lassen sich mit der aktuellen über den Mac App Store vertriebenen Version unbegrenzt viele Systeme mit einer beliebigen Anzahl von Client-Computern verwalten, eine Gebühr pro Client-Computer gibt es nicht. Die Verwaltungsdatenbank von ARD stützt sich auf SQLite.